# Passage de la Duée
Il Passage de la Duée è un vicolo del Quartiere di Saint-Fargeau nel XX arrondissement.
A lungo è stata la più stretta via della città, con una larghezza di circa 80 centimetri. Questo primato era conteso a Parigi anche con il sentier des Merisiers nel XII arrondissement  e con la rue du Chat qui Pêche nel V arrondissement. Negli anni 2000 una serie di lavori ne ha portato la larghezza ad alcuni metri.

## Origine del nome
Il suo nome deriva dalla vicina rue de la Duée; la Duée è un'antica fonte d'acqua.

## Storia
Il vicolo in passato si chiamava ruelle de Mazagran.